# Henri Faraud
Pour les articles homonymes, voir Faraud.
Henri Faraud (17 mars 1823 - 26 septembre 1890) était le premier vicaire apostolique d'Athabasca-Mackenzie et l'évêque titulaire d'Anémour.

## Biographie
Natif de Gigondas en France, il est admis au juniorat (en) des oblats de Marie-Immaculée. Alors qu'il était encore dans les ordres mineurs, il est envoyé en mission en Amérique du Nord où il reçoit son ordination à la prêtrise le 8 mai 1847.
Ensuite, il remplace le père Laflèche à l'Île-à-la-Crosse, puis il procède plus au nord, établissant la mission de la Nativité du Lac Athabasca (1849), qui est inaugurée le 8 septembre 1851. L'année suivante, il visite le Grand lac des Esclaves, où aucune mission n'avait jamais été établie, et porte son ministère auprès des Indiens de la rivière de la Paix (1859-1860).
Le 13 mai 1862, il devient le titulaire du nouveau vicariat apostolique de Mackenzie-Arthabasca, mais tel était son isolement de la civilisation qu'il n'en est informé qu'au mois de juillet de 1863. Il est consacré évêque le 30 novembre 1864 par Joseph Hippolyte Guibert avec comme co-consécrateurs Guillaume Angebault et Jacques Jeancard (de). 
Faraud conserve son titre épiscopal pendant vingt-cinq ans, faisant preuve d'habiletés administratives considérables, fondant des missions dans des territoires aussi loin que proche de l'océan Arctique d'un côté, et près des rivières de la paix et liard d'un autre.
En 1863, il se rend en Europe pour assister au chapitre général des oblats. À son retour, il s'arrête à Montréal pour travailler sur l'impression des livres en langues indiennes. De retour à son vicariat, Pie IX lui nomme un évêque auxiliaire du nom d'Isidore Clut.  
En 1889, il est un des pères du conseil provincial de Saint-Boniface. Il souffre d'une maladie du foie et il meurt le 26 septembre 1890 à Saint-Boniface. Il est enterré dans la crypte de la cathédrale de Saint-Boniface avec Joseph Provencher.

## Succession apostolique
Henri Faraud a ordonné les évêques suivants :
- Évêque Isidore Clut, O.M.I. (1867)